# Agata Wróbel
Agata Ewa Wróbel (* 28. August 1981 in Żywiec) ist eine polnische Gewichtheberin.

## Werdegang
Agata Wróbel wuchs im südpolnischen Zywiec auf. Bereits mit 15 Jahren begann sie mit dem Gewichtheben und wurde schon kurze Zeit später polnische Meisterin im – nach oben offenen – Schwergewicht (damals über 83 kg Körpergewicht). Später siedelte sie in das Trainingszentrum der polnischen Gewichtheber in Siedlce in Ostpolen über. Sie gewann bei vielen internationalen Meisterschaften Medaillen und erreichte bei den Olympischen Sommerspielen 2000 die Silber- und 2004 die Bronzemedaille. Bei den Weltmeisterschaften 2003 und 2005 belegte sie den 7. bzw. 5. Platz. Bei den Europameisterschaften 2006 im heimischen Władysławowo war sie gar nicht am Start. In den Jahren 2004/2005 lag ihr Körpergewicht um 120 kg.
Im Jahre 2006 musste Agata Wrobel ihre Karriere wegen einer hartnäckigen Verletzung beenden. Der polnische Gewichtheberverband stellte daraufhin seine finanzielle Unterstützung für sie ein. Da Agata Wrobel in Polen keine Möglichkeit sah, ihren Lebensunterhalt zu bestreiten, ging sie nach England und arbeitete dort in einer Müllsortierungsanlage in Peterborough. Inzwischen ist sie Fitnesstrainerin und beteiligt sich in England an Wettkämpfen im Kraftdreikampf (Powerlifting).
Bei den Gewichtheber-Europameisterschaften 2010 in Minsk erreichte sie den 8. Platz mit 215 kg in der Gesamtwertung (= 95 kg + 120 kg) bei jeweils nur einem gültigen Versuch.

## Internationale Erfolge/Mehrkampf
(OS = Olympische Spiele, WM = Weltmeisterschaft, EM = Europameisterschaft, KG = Körpergewicht)
- 1997, 6. Platz, EM in Sevilla, über 83 kg KG, mit 180 kg, Siegerin: Nurcihan Gonul, Türkei, 237,5 kg vor Stamatio Bontozi, Griechenland, 212,5 kg;
- 1997, 9. Platz, WM in Chiangmai/Thailand, über 83 kg KG, mit 212,5 kg, Siegerin: Runmei Ma, Volksrepublik China, 252,5 kg vor Nurcihan Gonul, 242,5 kg;
- 1998, 3. Platz, EM in Riesa, über 75 kg KG, mit 225 kg, hinter Monique Riesterer, Deutschland, 225 kg und Erika Takács, Ungarn, 225 kg;
- 1998, 2. Platz, Jun.-WM in Sofia, über 75 kg KG, mit 225 kg, hinter Nan Zhang, China, 257,5 kg und vor Lourdes Gorestegui, Spanien, 222,5 kg;
- 1998, 4. Platz, WM in Lahti, über 75 kg KG, hinter Tang Gonghong, China, 255 kg, Chen Hiao-Lien, Taiwan, 245 kg und María Isabel Urrutia, Kolumbien, 242,5 kg;
- 1999, 1. Platz, EM in A Coruña, über 75 kg KG, mit 262,5 kg, vor Albina Chomitsch, Russland, 260 kg und Vita Rudenok, Ukraine, 235 kg;
- 1999, 1. Platz, Jun.-WM in Savannah/USA, über 75 kg KG, mit 265 kg, vor Cheryl Haworth, USA, 250 kg und Mun Kyung-Ae, Korea, 227,5 kg;
- 1999, 2. Platz, WM in Athen, über 75 kg KG, mit 280 kg, hinter Meiyuan Ding, China, 285 kg und vor Balkusu Musa, Nigeria, 252,5 kg;
- 2000, unplatziert, EM in Sofia, über 75 kg KG, 3 Fehlversuche im Reißen, im Stoßen Goldmedaille mit 160 kg (Weltrekord);
- 2000, 1. Platz, Jun.-WM in Prag, über 75 kg KG, mit 290 kg, vor Cheryl Haworth, 252,5 kg und Viktoria Varga, Ungarn, 227,5 kg;
- 2000, Silbermedaille, OS in Sydney, über 75 kg KG, mit 295 kg, hinter Meiyuan Ding, 300 kg und vor Cheryl Haworth, 270 kg;
- 2001, 1. Platz, Jun.-EM in Kalmar/Schweden, über 75 kg KG, mit 250 kg, vor Vasiliki Kasapi, Griechenland, 232,5 kg und Kathleen Schöppe, Deutschland, 200 kg;
- 2001, 2. Platz, WM in Antalya, über 75 kg KG, mit 275 kg, hinter Albina Chomitsch, 282,5 kg und vor Chen Hsiao-Lien, 262,5 kg;
- 2002, 1. Platz, EM in Antalya, über 75 kg KG, mit 282,5 kg, vor Viktoria Varga, 275 kg und Albina Chomitsch, 270 kg;
- 2002, 1. Platz, WM in Warschau, über 75 kg KG, mit 287,5 kg, vor Albina Chomitsch, 282,5 kg und Gonghong Tang, 277,5 kg;
- 2003, 2. Platz, EM in Loutraki, über 75 kg KG, mit 277,5 kg, hinter Albina Chomitsch, 285 kg und vor Derya Açıkgöz, Türkei, 270 kg;
- 2003, 7. Platz, WM in Vancouver, über 75 kg KG, mit 270 kg, Siegerin: Meiyuan Ding, 300 kg vor Albina Chomitsch, 290 kg;
- 2004, 1. Platz, EU-Meisterschaft, über 75 kg KG, mit 275 kg, vor Katerina Roditi, Griechenland, 235 kg und Kathleen Schöppe, 225 kg;
- 2004, 1. Platz, EM in Kiew, über 75 kg KG, mit 287,5 kg, vor V. Shaymardanowa, Ukraine, 277,5 kg und Derya Açıkgöz, 270 kg;
- 2004, Bronzemedaille, OS in Athen, über 75 kg KG, tatsächliches KG 124,68 kg, mit 290 kg, hinter Gonghong Tang, 305 kg und Jang Mi-Ran, Korea, 302,5 kg;
- 2005, 5. Platz, WM in Doha mit 275,0 kg, über 75 kg KG, tatsächliches KG 118,05 kg, Siegerin Jang Mi-Ran, 300 kg vor Mu Shuangshuang, China, 300 kg und Cheryl Haworth, 287,5 kg
- 2010 8. Platz, EM in Minsk mit 215 kg in der Gesamtwertung (= 95 kg + 120 kg)

## Medaillen Einzeldisziplinen
(bei Olympischen Spielen werden keine WM-Medaillen mehr vergeben)
- WM-Goldmedaillen: 1998, Reißen, 115 kg - 2002, Stoßen, 162,5 kg
- WM-Silbermedaillen: 1999, Reißen, 127,5 kg - 1999, Stoßen, 152,5 kg - 2001, Reißen, 125 kg - 2001, Stoßen, 150 kg - 2002, Reißen, 125 kg
- EM-Goldmedaillen: 1998, Reißen, 105 kg - 1999, Reißen, 120 kg - 2000, Stoßen, 160 kg - 2002, Reißen, 125 kg - 2002, Stoßen, 157,5 kg - 2004, Reißen, 130 kg
- EM-Silbermedaillen: 1999, Stoßen, 142,5 kg - 2003, Reißen, 125 kg - 2004, Stoßen, 157,5 kg
- EM-Bronzemedaille: 2003, Stoßen, 152,5 kg -

## Polnische Meisterschaften
(alle im Schwergewicht über 83 bzw. 75 kg Körpergewicht)
- 1997, 1. Platz, mit 195 kg;
- 1998, 1. Platz, mit 242,5 kg;
- 1999, 1. Platz, mit 255 kg;
- 2000, 1. Platz, mit 270 kg;
- 2002, 1. Platz, mit 275 kg, vor M. Dreger, 215 kg;
- 2003, 1. Platz, mit 270 kg vor M. Ufnal, 195 kg;
- 2005, 1. Platz, mit 250 kg vor M. Ufnal, 225 kg

## Verweise